# ソヨー・アングレームXVシャラント
ソヨー・アングレームXVシャラント（仏: Soyaux Angoulême XV Charente）は、フランスのシャラント県アングレームに本拠地を置くラグビーユニオンクラブである。スタジアムはスタッド・シャンジー。プロD2（2部）に所属。

## 歴史
1910年創設。
2021-22シーズン、ナシオナルからプロD2への昇格を決める。

## スコッド
- モトゥ・マトゥウ(サモア代表)
- ジョニー・メイ(イングランド代表)
- アドリアン・ミトゥ(ルーマニア代表)
- ゴティエ・ギブアン(スペイン代表)

## 歴代所属選手
- ヘルマン・ケスレル(ウルグアイ代表)
- シャルヴァ・スティアシヴィリ(ジョージア代表)
- ジョエル・スクラビ(アルゼンチン代表)
- パブロ・ホイテ(チリ代表)
- ポーラン・リヴァ(7人制フランス代表)
- ニコラス・マルティンス(ポルトガル代表)
- オーレ・アヴェイ(サモア代表)